# How I'm Feeling
How I'm Feeling (estilizado como ~how i'm feeling~) é o álbum de estreia do cantor americano Lauv. Foi lançado em 6 de março de 2020 pela AWAL.

## Lista de faixas
Lista de faixas adaptadas da Apple Music.
| N.º            | Título                                       | Compositor(es)                                                                   | Produtor(es)                                | Duração |  |
| 1.             | "Drugs & the Internet"                       | Ari Leff Michael Pollack Michael Matosic Jonathan Bellion Jonathan Simpson       | Lauv Jon Bellion Simpson                    | 2:58    |  |
| 2.             | "Fuck, I'm Lonely" (com part. de Anne-Marie) | Leff Pollack Matosic                                                             | Lauv                                        | 3:18    |  |
| 3.             | "Lonely Eyes"                                | Leff Pollack Matosic Nick Long Stefan Johnson Jordan K. Johnson Marcus Lomax     | Lauv The Monsters and the Strangerz         | 3:16    |  |
| 4.             | "Sims"                                       | Leff Pollack Matosic Brandon Lowry Simpson                                       | Lauv Simpson                                | 2:35    |  |
| 5.             | "Believed"                                   | Leff Pollack Matosic Simpson                                                     | Lauv Simpson                                | 2:49    |  |
| 6.             | "Billy"                                      | Leff S. Johnson J. Johnson                                                       | Lauv Simpson The Monsters and the Strangerz | 3:00    |  |
| 7.             | "Feelings"                                   | Leff Pollack Andrea Rosario Simpson                                              | Lauv Simpson                                | 3:09    |  |
| 8.             | "Canada" (com part. de Alessia Cara)         | Leff Alessia Caracciolo Marshall Kenneth Vore Phoebe Bridgers Simpson            | Lauv Simpson                                | 3:04    |  |
| 9.             | "For Now"                                    | Leff Pollack Matosic Anthony Rossomando                                          | Lauv                                        | 3:09    |  |
| 10.            | "Mean It" (com LANY)                         | Leff Pollack Matosic LANY John Hill Jordan Palmer                                | Lauv LANY Mike Crossey                      | 3:52    |  |
| 11.            | "Tell My Mama"                               | Leff Caroline Furoyen S. Johnson J. Johnson Lomax                                | Lauv The Monsters and the Strangerz         | 2:46    |  |
| 12.            | "Sweatpants"                                 | Leff Simpson                                                                     | Lauv Simpson                                | 3:16    |  |
| 13.            | "Who" (com part. de BTS)                     | Leff Zaylee Kelman Daniel Seavey Corbyn Besson Jonah Marais DallasK              | Lauv DallasK                                | 3:00    |  |
| 14.            | "I'm So Tired..." (com Troye Sivan)          | Leff Pollack Troye Sivan Mellet Leland OzGo                                      | Lauv OzGo                                   | 2:42    |  |
| 15.            | "El Tejano" (com part. de Sofia Reyes)       | Leff Pollack Charlie Guerrero Shari Shorte Sofia Reyes Ross Golan Johan Carlsson | Lauv Carlsson                               | 3:11    |  |
| 16.            | "Tattoos Together"                           | Leff Pollack Jacob Kasher Hindlin Ammar Malik                                    | Lauv                                        | 3:06    |  |
| 17.            | "Changes"                                    | Leff Pollack Matosic                                                             | Lauv                                        | 2:40    |  |
| 18.            | "Sad Forever"                                | Leff Pollack Jacob Torrey Koelke                                                 | Lauv DallasK Halatrax                       | 3:23    |  |
| 19.            | "Invisible Things"                           | Leff Pollack S. Johnson J. Johnson                                               | Lauv Simpson The Monsters and the Strangerz | 3:17    |  |
| 20.            | "Julia"                                      | Leff Pollack S. Johnson J. Johnson Lomax                                         | Lauv                                        | 3:38    |  |
| 21.            | "Modern Loneliness"                          | Leff Pollack Matosic Simpson Mike Elizondo                                       | Lauv Simpson Elizondo                       | 4:12    |  |
| Duração total: | Duração total:                               | Duração total:                                                                   | Duração total:                              | 1:06:23 |  |

Notas
- "Fuck, I'm Lonely" e "I'm So Tired..." são estilizados em letras minúsculas.